# Jan Sieniawski (zm. 1583)
Jan Sieniawski herbu Leliwa (zm. w 1583 roku) – sędzia ziemski halicki w 1583 roku.
Syn hetmana Mikołaja Sieniawskiego. 
Poseł na sejm koronacyjny 1574 roku z ziemi halickiej.